# Uda-Clocociov, Teleorman
Uda-Clocociov este satul de reședință al comunei cu același nume din județul Teleorman, Muntenia, România. Se află în partea de vest a județului,  în Câmpia Boianului. La recensământul din 2002 avea o populație de 953 locuitori.